# T&E Soft
T&E Soft Incorporated (株式会社ティーアンドイーソフト Kabushiki-Gaisha Tīandoīsofuto?) var en japanskbaserad datorspelutvecklare grundad 1982. Trots att de har gjort en mängd olika spel är de främst kända i Europa för sina  golfspel. I maj 2002 bytte T&E Soft Corporation sitt namn till D Wonderland Inc.